# Заречный (Сочи)
Заре́чный — микрорайон в Центральном районе Сочи Краснодарского края, Россия.

## Расположение
Расположен на склоне горы, спускающейся к руслу реки Сочи.

## История
До вхождения этих земель в Российскую империю здесь жили убыхи, а на территории будущего микрорайона была расположена усадьба последнего их верховного князя Хаджи Берзека. После исхода убыхов (мухаджирство), первыми колонистами (отсюда Колонки) были немцы (22 семейства) и русские (20 семейств), в 1869 году основавшие здесь посёлок, названный Колонки или Навагинка. В посёлке была кирха. В 1976 году началось строительство микрорайона, которому дали название Корчагинский, по проекту архитекторов А. Лаптановича и Г. Шаповалова. Застройка велась типовыми 5—12-этажными домами. В 1999 году в микрорайоне был построен Храм во имя Св. Апостола Андрея Первозванного. В сентябре 2017 года к 80-летию образования Краснодарского края в микрорайоне был открыт парк площадью 14 га. Ныне в микрорайоне имеется три гимназии (№ 6, 15 и 44), несколько детских садов, здания Сочинского государственного университета, отделение Почты России, поликлиника, кинотеатр, АТС.

## Улицы
В микрорайоне пять улиц — Макаренко, Абрикосовая, 60 лет ВЛКСМ, Олимпийская и Ботаническая. Также через микрорайон проходит часть Пластунской улицы.

## Галерея

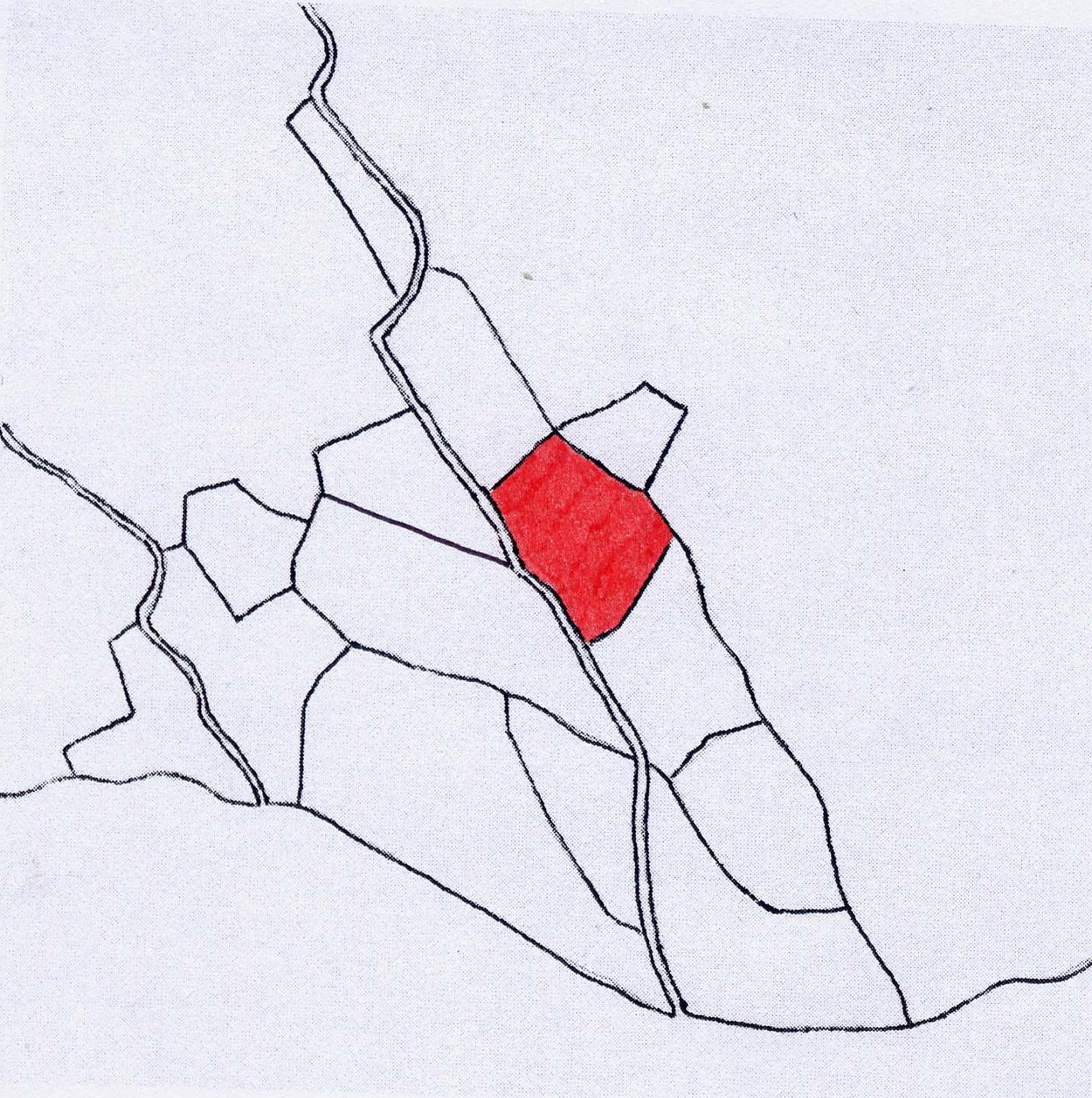
Расположение микрорайона в Центральном районе
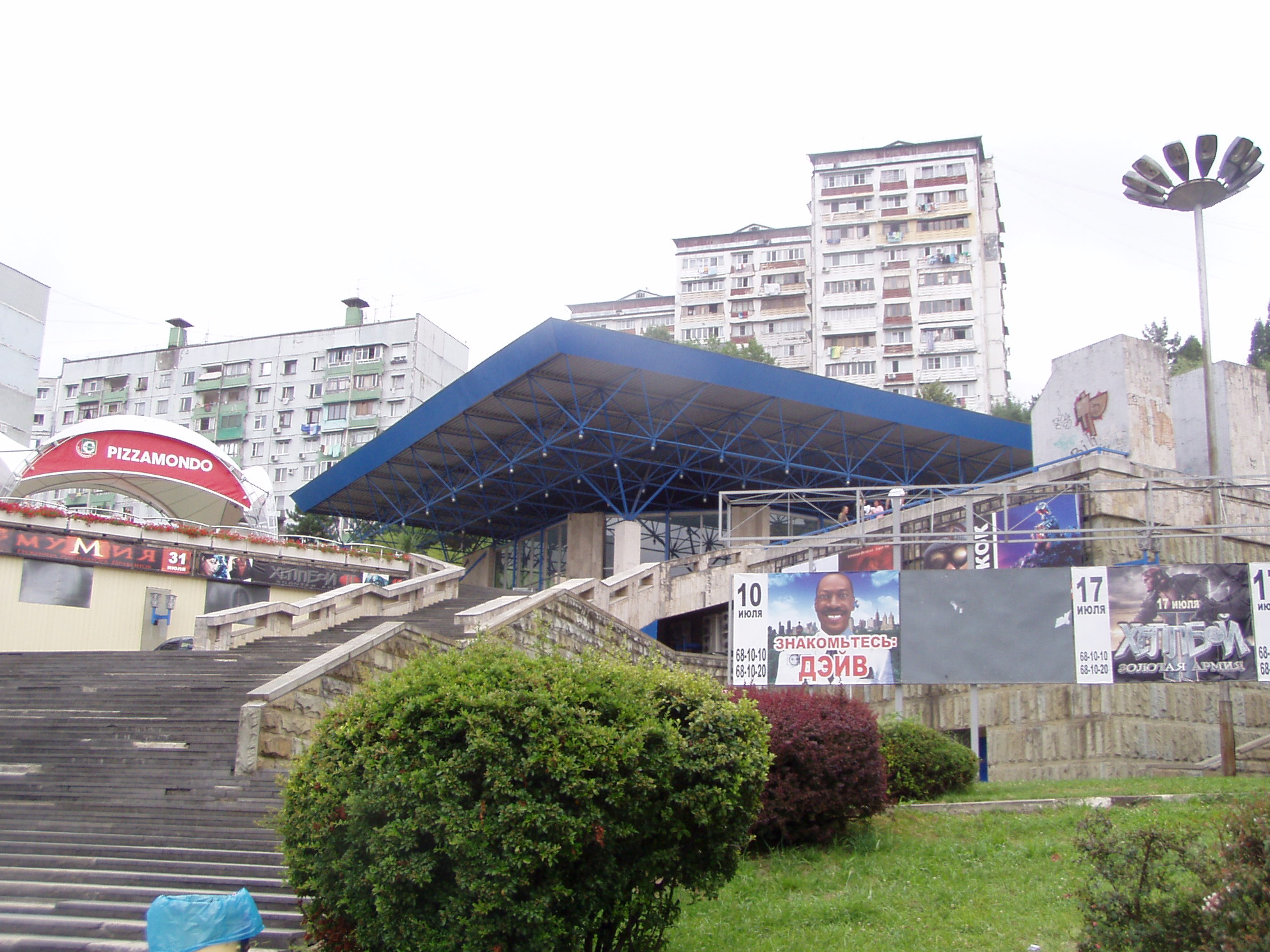
Кинотеатр «Сочи»
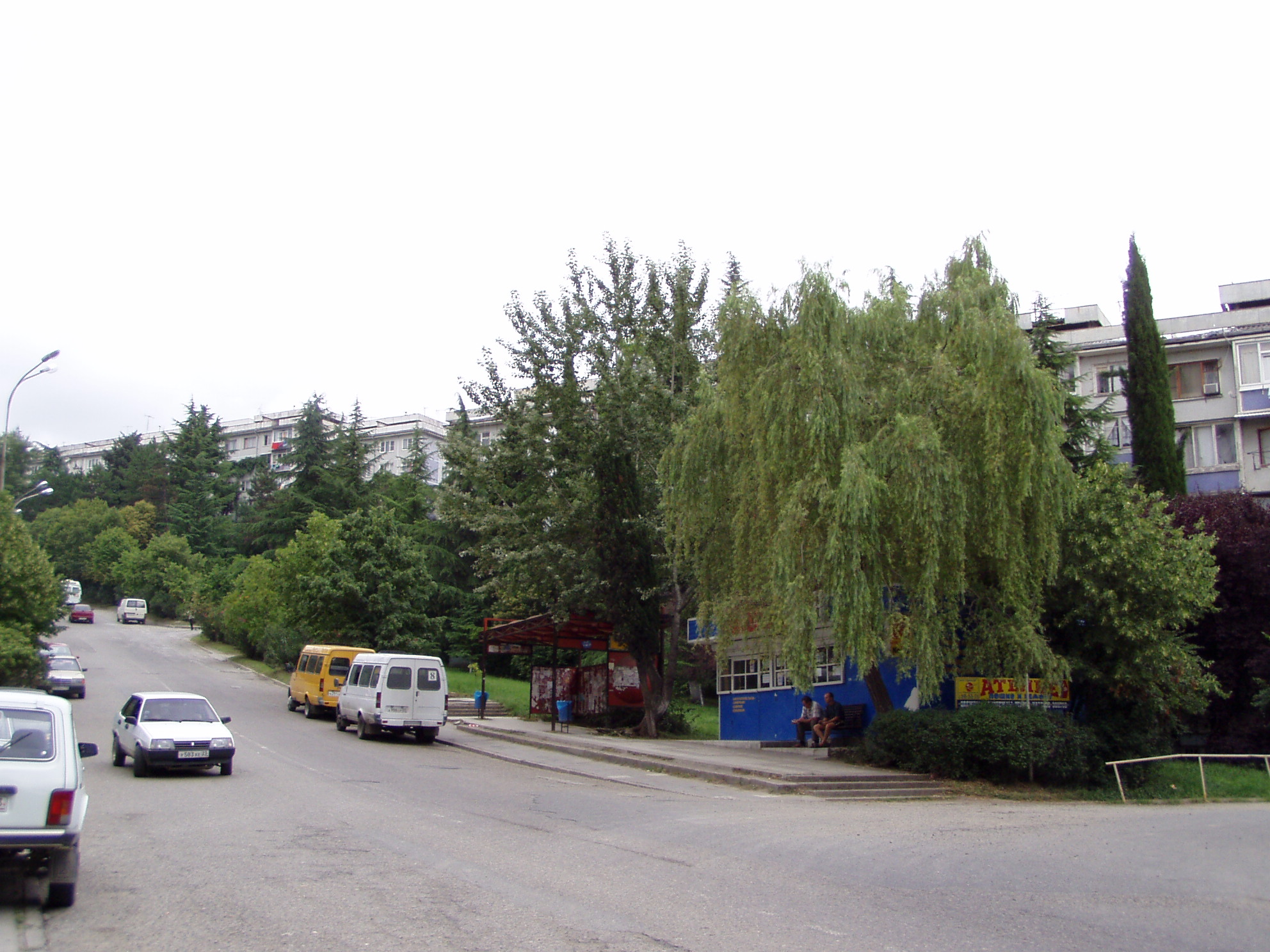
Улица Макаренко
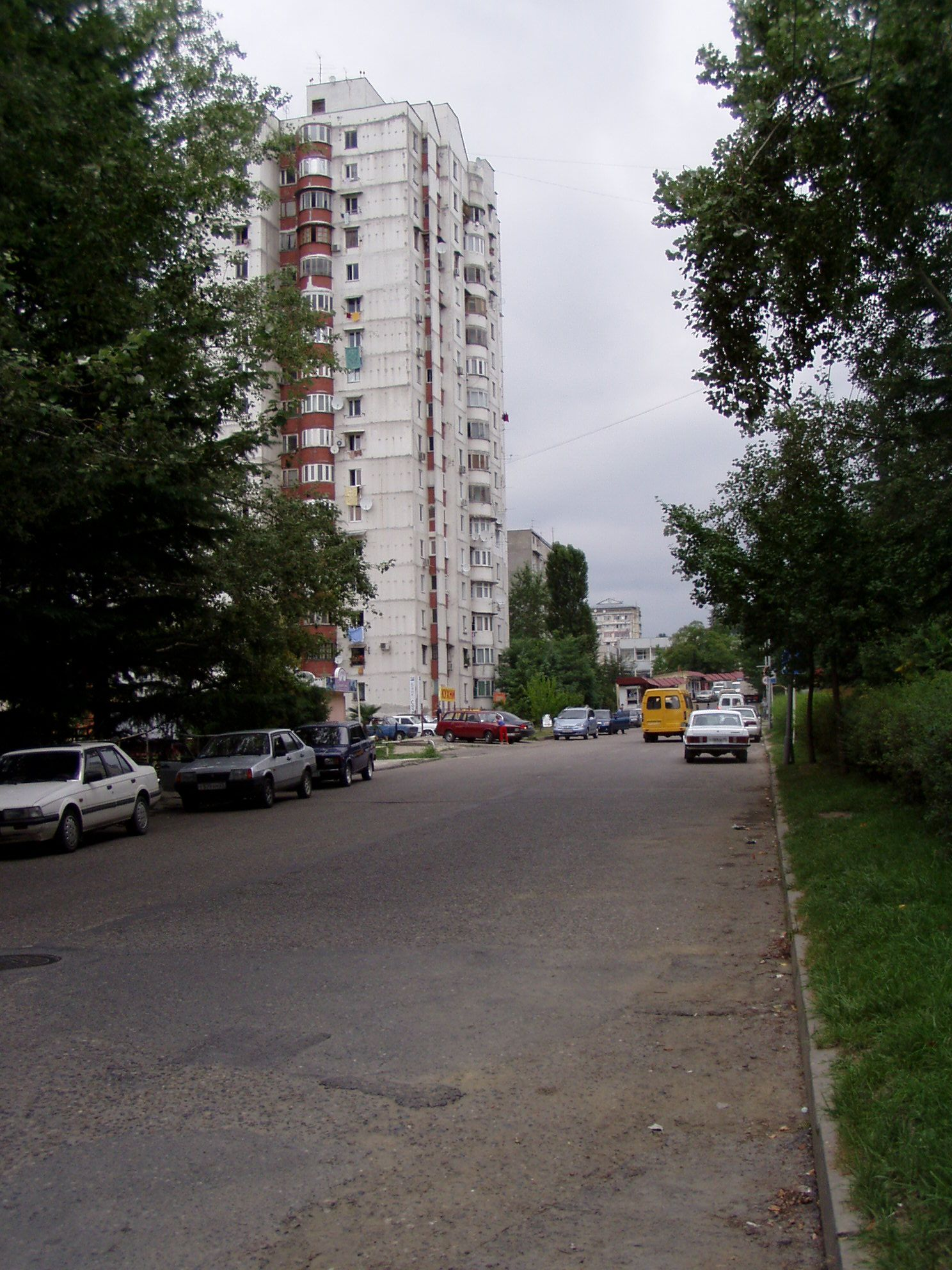
Абрикосовая улица
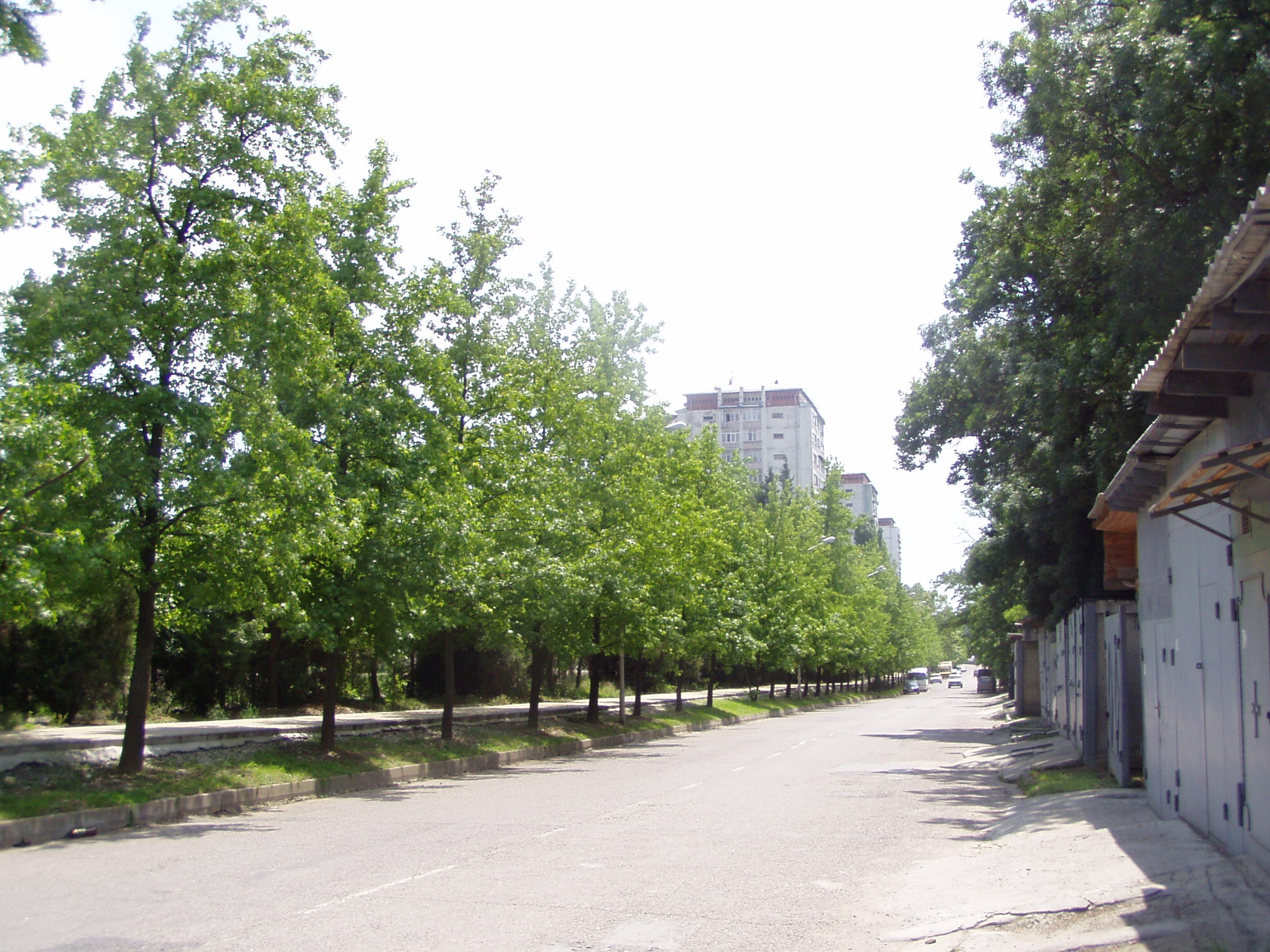
Улица 60 лет ВЛКСМ